# Центральноамериканский общий рынок
Центральноамериканский общий рынок (англ. The Central American Common Market (CACM), исп. Mercado Común Centroamericano (MCCA)) — торгово-экономический союз стран Центральной Америки.

## История создания
Соглашение о создании общего рынка Гватемалы, Сальвадора, Гондураса и Никарагуа было заключено 13 декабря 1960 года на конференции в Манагуа. Соглашение было ратифицировано и начало действовать в 1961 году. В 1963 году к соглашению присоединилась Коста-Рика.
В феврале 1969 года Никарагуа в одностороннем порядке ввела пошлины на ввоз товаров из остальных стран ЦАОР (в результате, деятельность ЦАОР была дезорганизована), но в марте 1969 года — отменила их.
Организация распалась в 1969 году из-за Футбольной войны между Гондурасом и Сальвадором, но была восстановлена в 1991 году.